# Bandikutovití jemnosrstí
Bandikutovití jemnosrstí (Thylacomyidae) představují čeleď vačnatců z řádu bandikutů (Peramelemorphia). Jediným žijícím rodem je Macrotis, se dvěma recentními druhy.

## Systematika a fylogeneze
Bandikutovití jemnosrstí, odb. Thylacomyidae, spadají do řádu bandikutů (Peramelemorphia), který v rámci moderní systematiky utvářejí společně s recentními čeleděmi bandikutovití hrubosrstí (Peramelidae) a bandikutovití dvouprstí (Chaeropodidae). Bandikutovití jemnosrstí a dvouprstí představují druhově nepočetné čeledi, jejichž zástupci byli historicky sdružováni i v rámci čeledi Peramelidae. Molekulárně-fylogenetické studie nicméně potvrzují hlubokou divergenci těchto tří vytyčených linií, jež spadá do svrchního oligocénu až středního miocénu. Čeleď Thylacomyidae, příp. Chaeropodidae, zřejmě představují bazální linii celého řádu bandikutů.
Čeleď Thylacomyidae je monotypická, zahrnuje pouze jediný žijící rod Macrotis. Jméno rodu vychází z řeckého „μακρός“ a „οὖς“ a v překladu znamená „velkouchý“. Jméno čeledi vychází z řeckých slov „θύλακος“ a „μῦς“ a v překladu znamená „myš s vakem“.
Bandikutovití jemnosrstí čítají pouze dva recentní druhy:
- Macrotis lagotis (Reid, 1837) – bandikut králíkovitý
- † Macrotis leucura (Thomas, 1887) – bandikut běloocasý

## Popis

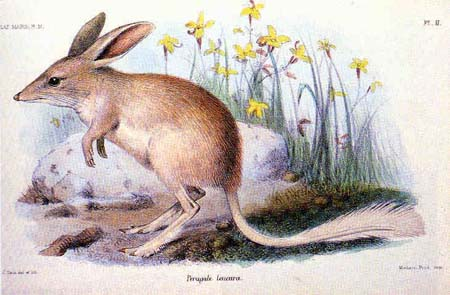
Bandikut běloocasý

Bandikutovití jemnosrstí představují středně velké vačnatce s tělesnou délkou asi 55 cm a celkovou hmotností okolo 2,5 kg. Vyznačují se protáhlým čenichem a prodlouženými ušními boltci, jež během spánku překládají přes obličej. Zadní končetiny jsou delší než přední, ocas dosahuje asi poloviční či nadpoloviční velikosti než zbytek těla a jeho konec zdobí osrstěná štětka. Celkový zubní vzorec činí 5.1.3.43.1.3.4 = 48 zubů.
Jde o endemity Austrálie, kteří se soustředí v suchých pouštních oblastech. Typické je pro ně budování několik metrů hlubokých, spirálovitě stočených nor, které jim poskytují ochranu před pouštním sluncem. Díky životu v extrémních podmínkách jde o značně flexibilní zvířata, co se týče jejich životních strategií: živí se všežravě, jsou přizpůsobeni omezené nabídce vodních zdrojů, rozmnožovat se mohou v průběhu celého roku a samici se po krátkém období březosti mohou narodit 3 až 4 mláďata. Bandikut běloocasý je pokládán za vyhubený druh, jenž vymizel nejpozději začátkem druhé poloviny 20. století. Osudnou se mu stala predace ze strany zavlečených savců, jakož i změny v požárních cyklech.